# Subliminal perception
Subliminal perception, omedveten varseblivning, är sensoriska intryck som aktiverar hjärnprocesser utan att de registreras medvetet. Sådana svaga stimuli kan dock orsaka primning, det vill säga kortvarigt förbereda hjärnan så att den snabbare kan reagera på ytterligare händelser som har med stimulit att göra. Med termen subliminal perception avses fenomenet att en individs tankar, beteenden eller känslor påverkas av stimuli som inte uppfattas på en medveten nivå. Den omedvetna registreringen av stimuli kallas för subliminal perception.
Subliminala meddelandens effektivitet anses vara liten men kan påverka både beteenderesponser och vissa emotionella responser. 
En metaanalys av studier genomförda med FMRI, funktionell magnetresonanstomografi, visar att subliminala stimuli aktiverar skilda delar av hjärnan utan att det registreras kognitivt.

## Visuella stimuli
Visuella stimuli är den typ av subliminala signaler runt vilka en stor del av forskningen runt subliminal perception bedrivs. I fMRI-studier av subliminala stimuli har emotionella ansikten den tydligaste korrelationen mellan olika studier. De har visat att höger amygdala, vänster hippocampus och gyrus fusiformis är de strukturer som aktiveras vid registrering av bilder på subliminala ansikten och uttryck.

## Metod
För att validera studier av subliminala stimuli försöker man att maskera den subliminala signalen. Visuellt görs detta ofta genom att bilden följs direkt av en annan bild som exponeras under en längre tid så att testdeltagaren uppfattar bilden supraliminalt, kognitiv perception. Vid tester används metoden ’forced choice’ där testdeltagarna måste gissa vilka subliminala signaler de utsatts för. Om deras svar är mer korrekta än slumpen visar det att signalerna inte var subliminala.